# Głosy (powieść)
Głosy (tyt. oryg. Voices) – amerykańska powieść fantasy young adult, napisana przez Ursulę Le Guin. To drugi tom trylogii Kroniki Zachodniego Brzegu. Powieść ukazała się w 2006, a wersja polska ukazała się w zbiorze Wracać wciąż do domu. Powieść przetłumaczyła Maciejka Mazan. Akcja rozgrywa się w mieście Ansul, które niegdyś byto centrum nauki, jednak zostało najechane i podbite przez pustynny lud Aldów, wierzący, że słowo pisane jest złe. Głównym tematem historii jest konflikt kulturalny oraz próby przedstawienia zakończenia takowego. 

## Świat przedstawiony
Akcja powieści rozgrywa się w mieście Ansul, na południu świata, z którego pochodzą bohaterowie tomu pierwszego cyklu. Miasto zostało zasiedlone przez lud pochodzący zza pustyni, która znajduje się na wschód od niego. Dawniej Ansul było centrum nauki ze słynną biblioteką oraz uniwersytetem. Położone nad brzegiem zatoki, nosi nazwę góry, która znajduje się po drugiej stronie wody.  
Dziesięć lat przed rozpoczęciem się fabuły powieści pozbawione wojska miasto zostało zaatakowane przez pustynny lud zwany Aldami. Ci włamali się do miasta, plądrując i gwałcąc. Zostali wypędzeni, jednak po rocznym oblężeniu udało im się zdobyć Ansul. Memer Galva, bohaterka powieści, została poczęta właśnie w trakcie oblężenia. Jej matka była jedną z kobiet zgwałconych przez najeźdźców. Matka Memer, Decalo, była główną gospodynią traktmistrza miasta, który organizował handel między Ansul a jego sąsiadami. Jego dom, Galvmand, to najstarszy budynek w mieście, a zarazem jeden z największych i najbogatszych. Decalo zmarła wkrótce po urodzeniu córki. Traktmistrz Sulter Galva był torturowany, a następnie został okaleczony przez Aldów. Pod ich rządami miasto znacznie zubożało, wielu jego mieszkańców zostało zniewolonych, a teksty pisane zostały zakazane. 

## Fabuła
Historię rozpoczyna opowieść Memer o jej najwcześniejszym wspomnieniu. Wchodzi w nim do sekretnego pokoju wypełnionego książkami, do którego drzwi można otworzyć tylko poprzez wykonywanie kształtów na ścianie. Wierzyła, że tylko ona może się tam dostać, dopóki nie znalazła tam traktmistrza w wieku dziewięciu lat. Po złożeniu przysięgi, że dochowa tajemnicy, Sulter Galva proponuje, że nauczy ją czytać. Dziewczynka szybko się uczy. Cztery dni po swoich siedemnastych urodzinach poznaje Orreca, znanego poetę oraz Gry. Mężczyzna został zaproszony do Anul na występ, jednak jemu i żonie odmówiono noclegu u obecnych władców miasta. Memer zaprasza więc jego i Gry do pozostania w Galvamand. Przybysze zdradzają traktmistrzowi, że chodziaż to Aldowie zaprosili ich do Ansul, tak naprawdę przybyli do miasta, aby znaleźć właśnie ten budynek, w którym podobno dawniej istniała starożytna biblioteka. Orrec wypytuje Memer o historię miasta, a ta opowiada mu, że budynek był kiedyś znany jako dom Wyroczni, jednak ona sama nie wie dlaczego.  
Przebrana za pana młodego Memer uczestniczy w jednym z występów Orreca dla przywódcy Andów. Ponieważ mężczyzna nie wierzy w boga tego ludu, nie ma wstepu do ich rezydencji i dlatego występuje przed otwartym pawilonem. Okazuje się, że relację władcy Ioratha oraz jego synem Iddorem są napięte, ponieważ młodszy mężczyzna uważa poezję Orreca za bluźnierstwo. W tym czasie część obywateli Ansul pod wodzą przyjaciela Sulera, Descara, ma nadzieję, że uda im się podburzyć miasto przeciwko Aldą, wykorzystując konflikt pomiędzy władcą i jego synem. Desac prosi poetę, aby wystąpił w roli podżegacza do butny. Orrec się waha, dlatego traktmistrz oferuje konsultację z Wyrocznią. Zdradza mu, że jego rodzina ma obowiązek „czytania” jej: zawiera ona odpowiedzi na stronach niektórych książek znajdujących się w sekretnym pokoju. Pyta ją o bunt, a Memer w odpowiedzi widzi w książce sformułowanie „złamane naprawia złamane”. 
Traktmistrz mówi Orrecowi, że ma nadzieję przekonać Aldów do pokojowego odejścia. Orrec oferuje mu pomoc w negocjacjach z Iorathem. Po kolejnym występie poety Desac i jego rebelianci podpalają namiot władcy, wywołując sporadyczne walki w mieście trwające przez następną noc. W pożarze ginie część spiskowców, w tym Desac. Sulter dowiaduje się, że władca nie zmarł, lecz był więziony przez swojego syna. Kilku uciekinierów ucieka do Galvamand, a za nim podążają żołnierze Ald oraz Iddor, który uznaje się za władcę. Traktmistrz ogłasza, że Iorath wciąż żyje, a wyrocznia przemawia przez Memera, rozkazując uwolnienia go. Żołnierze porzucają Iddora i wracają do pałacu, uwalniają Ioratha. Ten rozkazuje swoim żołnierzom ustąpić i wpuszcza obywateli miasta do pałacu. Jego syn zostaje pojmany i uwięziony. 
Aldowie wycofują się do koszar, a obywatele rozpoczynają snuć plany na temat rządzenia Ansul. Podczas debat żołnierze Aldów zbliżają się do miasta. Memer przebiera się za chłopca i udaje się na spotkanie z Iorathem, gdzie dowiaduje się, że oddział nie jest armią, a jedynie posłańcem wiadomości. Wraca do swojego domu z ofertą uczynienia miasta protektoratem, a nie kolonią. Następnie podarowuje Orrecowi jedną z książek z sekretnego pokoju, a wraz z Sulterem postanawiają stworzyć tam bibliotekę. Po rozmowie z Gry Memer decyduje się wyruszyć w podróż z nią oraz jej mężem. 